# Mizaga
Mizaga es un género de arañas araneomorfas de la familia Dictynidae. Se encuentra en la Cuenca del Mediterráneo y en África occidental.

## Lista de especies
Según The World Spider Catalog 12.0:
- Mizaga chevreuxi Simon, 1898
- Mizaga racovitzai (Fage, 1909)